# Hillesheim (Eifel)
Hillesheim település Németországban, Rajna-vidék-Pfalz tartományban. Lakosainak száma 3230 fő (2023. december 31.).

## Népesség
A település népességének változása:
| Lakosok száma | 2280 | 3168 | 3149 | 3149 | 3209 | 3240 | 3230 |
|               | 1975 | 2014 | 2018 | 2019 | 2021 | 2022 | 2023 |